# معارضة فلاديمير بوتين في روسيا

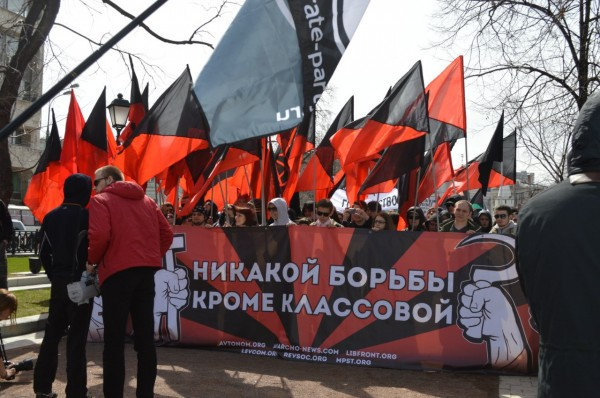
ناشطون يرفعون شعار “لا صراع إلا الطبقي”

يمكن تقسيم معارضة حكومة الرئيس فلاديمير بوتين في روسيا بين أحزاب المعارضة البرلمانية في مجلس الدوما ومختلف منظمات المعارضة غير النظامية. في حين يُنظر إلى مجلس الدوما إلى حد كبير على أنه تقريبًا يوالي الحكومة وبوتين، وتعارض منظمات المعارضة الحكومة وهم في الغالب غير ممثلين في الهيئات الحكومية. والأحزاب السياسية الرئيسية التي تعتبر جزءًا من المعارضة غير النظامية تشمل يابلكا (الحزب الديمقراطي الروسي المتحد) وحزب حرية الشعب (يشار إليه أيضًا باسم بارناس)، جنبًا إلى جنب مع حزب روسيا المستقبل غير المسجل والحزب الليبرتاري الروسي. ومن بين جماعات المعارضة البارزة الأخرى مجلس تنسيق المعارضة الروسية (2012-2013) وحزب روسيا الأخرى (2006-2011)، فضلًا عن العديد من المنظمات غير الحكومية.
يتنوع أنصار هذه الأحزاب في الأيديولوجية السياسية، بدءًا من الليبراليين والاشتراكيين إلى القوميين. وهم موحدون بشكل رئيسي عبر معارضتهم للرئيس بوتين والفساد في الحكومة. ومع ذلك، فإن انعدام الوحدة داخل المعارضة أعاق أيضًا مكانتها. وتزعم شخصيات معارضة أنه جرى تمرير عدد من القوانين والإجراءات الأخرى التي اتخذتها حكومة الرئيس بوتين لمنعهم من تحقيق أي نجاح انتخابي.

## الخلفية ومعارضة الشريط الأبيض
تواجه معظم منظمات المعارضة المستقلة عن الكرملين قانونًا مقيدًا للأحزاب السياسية، ورفضًا للتسجيل من قبل وزارة العدل، ورقابة في وسائل الإعلام الكبرى، وخاصة القنوات التلفزيونية الفيدرالية.
لاحظ مراسل صحيفة الغارديان لوك هاردينغ أنه خلال العقد الأول من القرن الحادي والعشرين، ربما كان القوميون والجماعات القومية المتطرفة الروسية أهم معارضة يمينية لحكومة بوتين.
منذ عام 2012 بالنسبة للمتظاهرين من أجل انتخابات نزيهة، بدأ تطبيق مصطلح معارضة الشريط الأبيض، إذ كانوا يرتدون شرائط بيضاء كرمز لهم.

## الإجراءات والحملات

### حملات المعارضة الحالية
- نشر التقارير المناهضة لبوتين: أسماء التقارير: بوتين. النتائج. 10 سنوات (2010)، بوتين. الفساد (2011)، حياة عبد على سفن القادس (2012). وجرت مشاهدة نسخ الفيديو من هذه التقارير، المعنونة باسم أكاذيب نظام بوتين، نحو 10 ملايين مرة على الإنترنت. [5]

بالإضافة إلى ذلك، تُنفذ سلسلة من الإجراءات على نطاق أصغر. مثل ربيع عام 2012 في موسكو الذي شهد سلسلة من التجمعات السريعة «الميدان الأبيض»، عندما سار المتظاهرون في الميدان الأحمر بشرائط بيضاء، وفي أواخر الربيع والصيف، نظموا معسكرًا احتجاجيًا «احتلوا أباي» وفي الخريف كانوا ينظمون «مسيرات الحرية» الأسبوعية بالسلاسل التي ترمز إلى التضامن مع السجناء السياسيين.
وفي المظاهرات الساخرة كان المشاركون يهزؤون بلطف من سياسات الكرملين.

## المشاركة في الانتخابات
بعض الشخصيات المعارضة، مثل أستاذ الشطرنج الكبير غاري كاسباروف، قال إنه لا توجد انتخابات في روسيا بوتين، وأن المشاركة في إجراء يسمى الانتخابات يضفي الشرعية فقط على النظام.
من ناحية أخرى، يعتبر جزء صغير من الليبراليين (حزب «الاختيار الديمقراطي») الانتخابات كأداة رئيسية لتحقيق أهدافهم السياسية. مثلما يدعم النظام المعارض المشاركة في الانتخابات.

## التاريخ

### 2006-2008 مسيرة المنشقين
كانت «مسيرة» المنشقين سلسلة من احتجاجات المعارضة الروسية بدأت في عام 2006. وسبقتها مسيرات للمعارضة في المدن الروسية في ديسمبر عام 2005 شارك فيها عدد أقل من الناس. لم توافق السلطات على معظم احتجاجات مسيرة المنشقين. ونظمت مسيرة المنشقين من قبل حزب روسيا الأخرى، وهي مجموعة كبرى تضم قادة المعارضة، بما في ذلك الحزب البلشفي الوطني مع زعيمه إدوارد ليمونوف، وطليعة الشباب الأحمر اليساري المتطرف وكذلك الليبراليين اليمينيين مثل بطل العالم السابق للشطرنج وزعيم الجبهة المدنية المتحدة غاري كاسباروف.

### 2009-2011 إستراتيجية - 31
كانت إستراتيجية 31 عبارة عن سلسلة من الاحتجاجات المدنية لدعم الحق بالتجمع السلمي في روسيا الذي تضمنه المادة 31 من الدستور الروسي. ومنذ 31 يوليو عام 2009، نُظمت الاحتجاجات في موسكو في ميدان تريومفالنايا في الحادي والثلاثين من كل شهر لمدة 31 يومًا. كانت إستراتيجية 31 بقيادة الكاتب إدوارد ليمونوف والناشطة في مجال حقوق الإنسان لودميلا أليكسيفا.

### 2011-2013 الاحتجاجات الروسية
ابتداءً من 5 ديسمبر عام 2011، أي اليوم التالي لانتخابات مجلس الدوما، تكررت أعمال سياسية جماهيرية من قبل المواطنين الروس الذين يختلفون مع نتيجة هذه «الانتخابات». وصفت بعض المنشورات الزيادة الحالية في مسيرات المعارضة الجماهيرية بأنها «ثورة ثلجية». استمرت هذه المسيرات خلال الحملة الانتخابية لانتخاب رئيس روسيا وبعد 4 مارس عام 2012، الانتخابات الرئاسية، التي فاز فيها بوتين رسميًا بالجولة الأولى. وزعم المتظاهرون أن الانتخابات صاحبتها انتهاكات لقانون الانتخابات وتزوير واسع النطاق. وكان أحد الشعارات الرئيسية لغالبية الأنشطة «من أجل انتخابات عادلة!» وجرى اختيار شريط أبيض كرمز للاحتجاجات. وابتداءً من ربيع عام 2012، سُميّت الأحداث بمسيرات الملايين واتخذت شكل مسيرة يليها تجمع. وكانت خطب المشاركين مناهضة لبوتين ومعارضة للحكومة.
فرقت الشرطة «مسيرة الملايين» يوم 6 مايو 2012 قرب ساحة بولوتنايا. وفي قضية ساحة بولوتنايا، اتُهم 17 شخصًا بارتكاب أعمال عنف ضد الشرطة (12 منهم في السجن). وأعلن عدد كبير من المدافعين عن حقوق الإنسان وقادة المجتمع أن المعتقلين أبرياء والشرطة مسؤولة عن الاشتباكات.
بالنسبة لمسيرة 15 ديسمبر عام 2012، ذكرى الاحتجاجات الجماهيرية ضد الانتخابات المزورة، فشل المنظمون في الاتفاق مع السلطات، وكانت المشاركة منخفضة. تجمع عدة آلاف من الناس دون لافتات في ميدان لوبيانكا ووضعوا الزهور على صخرة سولوفيتسكي.

### 2014 الاحتجاجات المناهضة للحرب
في عام 2014، نظم أعضاء من المعارضة الروسية احتجاجات مناهضة للحرب ضد التدخل العسكري الروسي في أوكرانيا في أعقاب الثورة الأوكرانية 2014 وأزمة القرم. وجرت احتجاجات مسيرة السلام في موسكو في 15 مارس، أي قبل يوم من استفتاء القرم. وقد كانت الاحتجاجات هي الأكبر في روسيا منذ احتجاجات عام 2011. ذكرت وكالة رويترز أن 30 ألف شخص شاركوا في تجمع 15 مارس المناهض للحرب.

### 2017-2018 الاحتجاجات الروسية
في 26 مارس عام 2017، اندلعت احتجاجات ضد الفساد المزعوم في الحكومة الروسية في وقت واحد في العديد من المدن في جميع أنحاء البلاد. بدأت الاحتجاجات بعد إطلاق فيلم ليس ديمون بالنسبة لك الذي أطلقته مؤسسة مكافحة الفساد التابعة لأليكسي نافالني. وجد استطلاع ليفادا في أبريل عام 2017 أن 45% من الروس الذين شملهم الاستطلاع يؤيدون استقالة رئيس الوزراء الروسي دميتري ميدفيديف، وعارض استقالته 33% من المستجيبين. ذكرت مجلة نيوزويك أن «استطلاعًا للرأي أجراه مركز ليفادا في موسكو أشار إلى أن 38% من الروس يؤيدون المسيرات وأن 67% حملوا بوتين شخصيًا المسؤولية عن الفساد رفيع المستوى».
وجد استطلاع ليفادا في مايو عام 2017 أن 58% من الروس الذين شملهم الاستطلاع يؤيدون الاحتجاجات، بينما قال 23% إنهم لا يؤيدونها.

### 2018 احتجاجات راتب التقاعد الروسية
اعتبارًا من يوليو عام 2018، في نهاية كل أسبوع تقريبًا، نُظمت مسيرات ومظاهرات احتجاجية ضد رفع سن التقاعد المخطط له. وقعت مثل هذه الأحداث في جميع المدن الرئيسية تقريبًا في جميع أنحاء البلاد بما في ذلك نوفوسيبيرسك وسانت بطرسبرغ وموسكو. وكان تنظيم هذه الفعاليات من قبل جميع أحزاب المعارضة مع الدور القيادي للشيوعيين. مثلما عملت النقابات العمالية وبعض السياسيين الأفراد (من بينهم نافالني) كمنظمين للأنشطة العامة.
أدت نية رفع سن التقاعد إلى خفض كبير في تصنيف الرئيس فلاديمير بوتين ورئيس الوزراء دميتري ميدفيديف في روسيا. لذلك في يوليو عام 2018، كان التصويت بنسبة 49% فقط لصالح بوتين لو أجريت الانتخابات الرئاسية في تلك اللحظة (بينما حصل خلال الانتخابات في مارس عام 2018 على 76.7%).